# Джеймс Скенлон
Джеймс Скенлон (англ. James Scanlon; 28 вересня 2006, Англія) — гібралтарський футболіст, півзахисник англійського клубу «Манчестер Юнайтед» і національної збірної Гібралтару.

## Клубна кар'єра
Скенлон вихованець англійських клубів «Дербі Каунті» та «Манчестер Юнайтед» до якого він перейшов у лютому 2021 року. Наприкінці сезону 2022–23 він потрапив до команди U-18. У сезоні 2023–24 Скенлон брав участь у складі команди «червоних дияволів» у Юнацькій лізі УЄФА 2023–2024, а також виступав за молодіжну команду та тренувався з першою командою під керівництвом Еріка тен Гага. 23 травня 2024 року підписав контракт та відправився з першою командою в передсезонне турне по Сполучених Штатах.
Після вражаючого сезону 2024–25 років у молодіжній команді «Манчестер Юнайтед», Скенлон вперше був включений до складу основної команди 13 березня 2025 року на матч Ліги Європи УЄФА проти іспанського клубу «Реал Сосьєдад».

## Виступи за збірну
Джеймс народився в Мідлендз в сім'ї англійця та гібралтарки це давало йому право представляти Англію та Гібралтар. Також має право представляти Іспанію через свою бабусю по материнській лінії.
25 серпня 2022 року Джеймс дебютував у юнацькій збірній Гібралтару до 17 років в переможній грі 8–2 проти Ліхтенштейну.
6 вересня 2023 року півзахисник дебютував у молодіжній збірній Гібралтару, яка поступилась Грузії 2–0.
5 березня 2024 року був викликаний до лав національної збірної Гібралтару на матчі плей-ауту Ліги націй УЄФА проти збірної Литви. 21 березня 2024 року Скенлон дебютував у складі, вийшовши на заміну на 74-й хвилині замість Ліама Волкера, поступились литовцям з рахунком 0–1. 8 вересня 2024 року Джеймс відзначився забитим м'ячем в стартовому матчі Ліги націй УЄФА 2024-25 проти Ліхтенштейну, яка завершилась внічию 2–2. Цей гол зробив його наймолодшим бомбардиром країни у віці 17 років 346 днів. 

### Статистика виступів за збірну
| Дата       | Місто      | Господарі         | Результат | Гості       | Турнір                               | Голи | Примітки |
| ---------- | ---------- | ----------------- | --------- | ----------- | ------------------------------------ | ---- | -------- |
| 21-3-2024  | Фару       | Гібралтар         | 0 – 1     | Литва       | Ліга націй УЄФА 2022-2023 - Плей-аут | -    | 74'      |
| 26-3-2024  | Каунас     | Литва             | 1 – 0     | Гібралтар   | Ліга націй УЄФА 2022-2023 - Плей-аут | -    | 74'      |
| 3-6-2024   | Фару       | Гібралтар         | 0 – 2     | Шотландія   | товариський матч                     | -    | 66'      |
| 6-6-2024   | Фару       | Гібралтар         | 0 – 0     | Уельс       | товариський матч                     | -    | 76'      |
| 4-9-2024   | Гібралтар  | Гібралтар         | 1 – 0     | Андорра     | товариський матч                     | -    | 67'      |
| 8-9-2024   | Гібралтар  | Гібралтар         | 2 – 2     | Ліхтенштейн | Ліга націй УЄФА 2024-2025 - 1-й етап | 1    |          |
| 10-10-2024 | Гібралтар  | Гібралтар         | 1 – 0     | Сан-Марино  | Ліга націй УЄФА 2024-2025 - 1-й етап | -    | 77'      |
| 13-10-2024 | Вадуц      | Ліхтенштейн       | 0 – 0     | Гібралтар   | Ліга націй УЄФА 2024-2025 - 1º етап  | -    |          |
| 15-11-2024 | Серравалле | Сан-Марино        | 1 – 1     | Гібралтар   | Ліга націй УЄФА 2024-2025 - 1º етап  | -    | 77'      |
| 19-11-2024 | Гібралтар  | Гібралтар         | 1 – 1     | Молдова     | товариський матч                     | -    |          |
| 22-3-2025  | Никшич     | Чорногорія        | 3 – 1     | Гібралтар   | Відбір до ЧС 2026                    | -    | 83'      |
| 25-3-2025  | Фару       | Гібралтар         | 0 – 4     | Чехія       | Відбір до ЧС 2026                    | -    |          |
| 6-6-2025   | Фару       | Гібралтар         | 0 – 7     | Хорватія    | Відбір до ЧС 2026                    | -    |          |
| 9-6-2025   | Торсгавн   | Фарерські острови | 2 – 1     | Гібралтар   | Відбір до ЧС 2026                    | 1    |          |
| Усього     |            | Матчів            | 14        |             | Голів                                | 2    |          |